# Tephrosia reticulata
Tephrosia reticulata är en ärtväxtart som beskrevs av George Bentham. Tephrosia reticulata ingår i släktet Tephrosia och familjen ärtväxter. Inga underarter finns listade i Catalogue of Life.